# Enteropogon
Enteropogon es un género de plantas herbáceas perteneciente a la familia de las poáceas. Es originario de África, Seychelles, India, Formosa, Australia,y el Pacífico.

## Descripción
Son plantas anuales o perennes, cespitosas o rizomatosas; plantas hermafroditas. La lígula es una membrana ciliada; láminas lineares, aplanadas. Inflorescencia terminal (Mesoamérica) y axilar, en una panícula de espigas unilaterales, delgadas, o las espigas subdigitadas o solitarias; espiguillas comprimidas dorsalmente, con 2 flósculos, el inferior bisexual, el superior rudimentario y estéril o raramente estaminado; desarticulación arriba de las glumas; glumas desiguales, subuladas a lanceoladas, membranáceas, la superior más corta a tan larga como el flósculo inferior, aguda o cortamente aristada; lema fértil redondeada a casi aplanada, rígida, 3-nervia, 2-dentada, 1-aristada; callo piloso; pálea casi tan larga como la lema, 2-carinada, 2-dentada; flósculo rudimentario aristado; lodículas 2; estambres 1–3; estilos 2. Fruto una cariopsis sulcada; embrión 1/4–1/2 la longitud de la cariopsis; hilo punteado.

## Taxonomía
El género fue descrito por Christian Gottfried Daniel Nees von Esenbeck y publicado en An Introduction to the Natural System of Botany 448. 1836. La especie tipo es: Enteropogon melicoides (J. Koenig ex Willd.) Nees.  
Etimología
Enteropogon: nombre genérico que deriva de las palabras griegas: enteron = (intestino grueso) y pogon = (barba), tal vez en alusión a las barbas en el callo o en las axilas de las espigas.
Citología
Número de la base del cromosoma, x = 10. 2n = 20. 2 ploid.

## Especies
1. Enteropogon acicularis (Lindl.) Lazarides
2. Enteropogon barbatus C.E.Hubb.
3. Enteropogon brandegeei (Vasey) Clayton
4. Enteropogon chlorideus (Presl) Clayton
5. Enteropogon coimbatorensis K.K.N.Nair, S.K.Jain & M.P.Nayar
6. Enteropogon dolichostachyus (Lag.) Keng
7. Enteropogon longiaristatus (Napper) Clayton
8. Enteropogon macrostachyus Munro ex Benth.[3]
9. Enteropogon minutus Lazarides
10. Enteropogon mollis (Nees) Clayton
11. Enteropogon monostachyus Schum.
12. Enteropogon paucispiceus (Lazarides) B.K.Simon
13. Enteropogon prieurii (Kunth) Clayton
14. Enteropogon ramosus B.K.Simon
15. Enteropogon rupestris (J.A.Schmidt) A.Chev.
16. Enteropogon seychellarum Benth.
17. Enteropogon unispiceus (F.Muell.) Clayton